# Église Sainte-Isapostole-Marie-Madeleine d'Avdiïvka
L'église Sainte-Isapostole-Marie-Madeleine est un édifice religieux orthodoxe russe situé à Avdiïvka.

## Situation et accès
L'édifice est situé au sud de la perspective Centrale, dans le centre-ville d'Avdiïvka (territoire disputé entre la Russie et l'Ukraine). Plus largement, il se trouve dans le raïon de Pokrovsk, dans l'oblast de Donetsk (selon l'Ukraine et de jure) ou la république populaire de Donetsk (selon la Russie et de facto).

## Histoire
La cérémonie de pose de la première pierre a lieu le 10 mai 2003 en présence du métropolite de Donetsk et Marioupol, Hilarion (ru). La première messe y est célébrée le 4 août 2005 après laquelle ce dernier consacre les croix des coupoles. Le 10 février 2007, le primat de l'Église orthodoxe ukrainienne (patriarcat de Moscou), Vladimir Sabodan, consacre les cloches de l'église. Le service y a lieu régulièrement à partir du 8 avril 2007.